# 西条町 (広島県)
西条町（さいじょうちょう）は、かつて広島県賀茂郡に存在した町である。現在の東広島市西条地区に相当する。
国立広島大学の移転問題を契機に西条盆地にある4つの町の合併問題が浮上し、1974年4月20日に賀茂郡の志和・高屋・八本松各町とともに合併して東広島市に移行したことに伴い廃止された。

## 地理
河川
- 黒瀬川

山
- 龍王山 (広島県東広島市西条町)（標高575.1m）
- 洞山（標高544.6m）

### 大字・町名
- 朝日町（あさひまち）
- 馬木（うまき）
- 大沢（おおさわ）
- 大坪町（おおつぼちょう）
- 岡町（おかまち）
- 上市町（かみいちちょう） – 賀茂泉酒造
- 上三永（かみみなが）
- 郷曽（ごうそ）
- 御条町（ごじょうちょう）
- 西条（さいじょう）
- 西条東（さいじょうひがし）
- 栄町（さかえまち）
- 寺家（じけ）
- 下見（したみ）
- 下三永（しもみなが）
- 昭和町（しょうわまち）
- 末広町（すえひろちょう）
- 助実（すけざね）
- 田口（たぐち）
- 土与丸（どよまる）
- 西本町（にしほんまち）
- 福本（ふくもと）
- 本町（ほんまち）
- 御薗宇（みそのう）
- 森近（もりちか）
- 吉行（よしゆき）

## 沿革
- 1889年4月1日 - 市町村制施行。西条町域には当時いずれも賀茂郡に属する板城・賀永・郷田・下見・下三永・寺西・御薗宇・吉土実（よしとみ）・四日市次郎丸の各村があった。
- 1890年10月1日 - 四日市次郎丸村が村名改称の上町制施行して西条町が成立する。
- 1939年7月1日 - 西条町及び下見・寺西・御薗宇・吉土実各村が合併（新設合併）して新たに西条町が成立する。
- 1950年4月1日  - 西条町のうち西条東・寺家が寺西村として分離する。
- 1952年4月1日 - 寺西村が町制施行して寺西町になる。
- 1955年1月1日 - 西条町が下三永村と賀永村のうちの上三永を編入する。
- 1955年3月31日 - 西条町が郷田村全域と板城村（小多田・国近を除く）を編入する。

※板城村のうちの小多田・国近は賀茂郡黒瀬町（現：東広島市）に編入。
- 1956年9月30日 - 西条町が豊田郡賀永村仁賀の一部を編入する。

※賀永村は1956年4月1日に所属郡が賀茂郡から豊田郡に変更。残部は豊田郡竹原町（現：竹原市）に編入。
- 1959年10月1日 - 西条町が寺西町を編入する。
- 1974年4月20日 - 西条・志和・高屋・八本松各町が合併（新設合併）して東広島市に移行したことに伴い廃止される。

## 産業
- 日本酒の製造が盛んで、中心部には日本酒の醸造場や酒蔵がいくつもある。伏見（京都市）・灘（神戸市）とともに三大産地と称されている。

## 主要施設
- 広島県警東広島警察署

## 教育（1974年4月19日当時のデータ）
- 小学校
  - 東広島市立東西条小学校
  - 東広島市立板城小学校
  - 東広島市立郷田小学校
  - 東広島市立西条小学校
  - 東広島市立寺西小学校
  - 東広島市立三永小学校
- 中学校
  - 東広島市立向陽中学校
  - 東広島市立西条中学校
- 高等学校
  - 広島県立賀茂高等学校
  - 広島県立西条農業高等学校

## 交通（1974年4月19日当時のデータ）

### 鉄道
- 国鉄山陽本線が通っていて、町内には以下の施設がある。
  - 西条駅

なお、1986年に山陽新幹線の東広島駅が、2017年に山陽本線の寺家駅が西条町に相当する地域に開業している。

### 道路
- 国道
  - 国道2号
- 主要地方道
  - 広島県道31号呉西条線…現：国道375号
  - 広島県道32号西条豊栄線…現：国道375号
- 一般県道
  - 広島県道195号西条停車場線
  - 広島県道329号下三永安芸津停車場線…現：広島県道32号安芸津下三永線
  - 広島県道330号上三永竹原線
  - 広島県道331号下三永吉川線
  - 広島県道332号馬木八本松線…現：広島県道67号馬木八本松線
  - 広島県道337号原西条線…2001年5月14日広島県告示第514号により廃止され、東広島市道に降格。
  - 広島県道338号吉川大多田線

## 名所・旧跡
- 安芸国分寺跡
- 鏡山城跡
- 三永の石門
- 御茶屋本陣跡
- 賀茂郡御役所跡
- 三ツ城古墳
- 三永水源地
- 吾妻子の滝

## その他
- 西条瓦